# Желязня
Желязня (пол. Żelaźnia) — село в Польщі, у гміні Любовідз Журомінського повіту Мазовецького воєводства.
Населення — 62 особи (2011).
У 1975-1998 роках село належало до Цехановського воєводства.

## Демографія
Демографічна структура станом на 31 березня 2011 року:
|          | Загалом | Допрацездатний вік | Працездатний вік | Постпрацездатний вік |
| -------- | ------- | ------------------ | ---------------- | -------------------- |
| Чоловіки | 32      | 4                  | 23               | 5                    |
| Жінки    | 30      | 3                  | 17               | 10                   |
| Разом    | 62      | 7                  | 40               | 15                   |